# アルメル・ベラ＝コチャプ
アルメル・ベラ＝コチャプ（Armel Bella-Kotchap、2001年12月11日 - ）は、フランス・パリ出身のサッカー選手。プレミアリーグ・サウサンプトンFC所属。ドイツ代表。ポジションはDF。

## クラブ経歴
4歳の時にロート・ヴァイス・アーレンでサッカーを始めると、ドイツ国内のクラブを転々とし、2017年にVfLボーフムの下部組織に入団した。2018-19シーズン開幕前のプレーシーズンからボーフムのトップチームに帯同すると、2019年3月にクラブと自身初のプロ契約を結び、同年4月28日のFCエルツゲビルゲ・アウエとのリーグ戦でトップチームデビューを果たした。
2022年6月21日、プレミアリーグのサウサンプトンFCに移籍し、4年契約を結んだ。
2023年9月1日、PSVアイントホーフェンにレンタル移籍した。

## 代表経歴
2018年にU-18ドイツ代表で世代別代表デビューを果たすと、2022年9月15日、ドイツ代表に初招集された。9月26日、UEFAネーションズリーグのイングランド代表戦にて、A代表での初キャップを踏んだ。

## 人物
SCパーダーボルン07やロート・ヴァイス・アーレンでプレーした元プロサッカー選手であり、カメルーン代表歴も保持していた父親のシリル・フローラン・ベラの長男としてパリで生を受けた。

## 個人成績

### クラブ
| クラブ         | シーズン     | リーグ戦          | リーグ戦 | リーグ戦 | 国内カップ | 国内カップ | リーグカップ | リーグカップ | 合計 | 合計 |
| クラブ         | シーズン     | ディヴィジョン    | 出場     | 得点     | 出場       | 得点       | 出場         | 得点         | 出場 | 得点 |
| -------------- | ------------ | ----------------- | -------- | -------- | ---------- | ---------- | ------------ | ------------ | ---- | ---- |
| VfLボーフム    | 2018-19      | 2. ブンデスリーガ | 4        | 0        | 0          | 0          | -            | -            | 4    | 0    |
| VfLボーフム    | 2019-20      | 2. ブンデスリーガ | 12       | 0        | 2          | 0          | -            | -            | 14   | 0    |
| VfLボーフム    | 2020-21      | 2. ブンデスリーガ | 28       | 1        | 2          | 0          | -            | -            | 30   | 1    |
| VfLボーフム    | 2021-22      | ブンデスリーガ    | 22       | 0        | 4          | 0          | -            | -            | 26   | 0    |
| VfLボーフム    | クラブ通算   | クラブ通算        | 66       | 1        | 8          | 0          | 0            | 0            | 74   | 1    |
| サウサンプトン | 2022-23      | プレミアリーグ    |          |          |            |            |              |              |      |      |
| キャリア通算   | キャリア通算 | キャリア通算      | 66       | 1        | 8          | 0          | 0            | 0            | 74   | 1    |

## 代表歴

### 出場大会
- ドイツ代表
  - 2022 FIFAワールドカップ

### 試合数
- 国際Aマッチ 2試合 0得点（2022年）[9]

| ドイツ代表 | 国際Aマッチ | 国際Aマッチ |
| 年         | 出場        | 得点        |
| ---------- | ----------- | ----------- |
| 2022       | 2           | 0           |
| 通算       | 2           | 0           |

## タイトル
VfLボーフム
- 2. ブンデスリーガ: 2020-21